# Das Ende der Welt (1931)
Das Ende der Welt ist ein französischer Science-Fiction- und Katastrophenfilm mit starken Botschaften von Völkerverständigung, Internationalismus und Pazifismus. Regie bei diesem frühen, 1930 entstandenen Tonfilm führte Abel Gance.

## Handlung
Im Zentrum der Geschichte stehen der Gelehrte Jean Novalic, sein Bruder Martial und die attraktive Geneviève de Murcie. Eines Tages entdeckt Martial, ein Astronom, in seinem von dem Bankier Schomburg finanzierten Observatorium am Himmel einen Kometen, der unweigerlich auf die Erde zurast und finale Zerstörung verheißt. Diese Erkenntnis lässt nun in seinem Umfeld die Menschen höchst unterschiedlich reagieren und Grundinstinkte wie Furcht und Gier, aber auch Hilfsbereitschaft und Änderungswille durchbrechen. Martials Bruder Jean, der bei dem Versuch, ein junges Mädchen vor einer Misshandlung zu schützen, schwer am Kopf verletzt wird und daraufhin in geistige Umnachtung fällt, ist der erste, der eine aufkommende Apokalypse herannahen sieht und das Ende der Welt prophezeit. Er schwört seinen Bruder darauf ein, die Menschheit zu einen. Seine Vision bestimmt fortan Martials Handeln.
Bald teilt sich die Welt in zwei verschiedene Lager: Da sind zum einen die Novalic-Brüder, die jetzt die Zeit gekommen sehen, dass die Menschen ihre Egoismen aufgeben und sich zusammentun, um ein einziges Volk ohne Nationalismen und Vorurteile, ohne Kriegsgelüste und Besitzansprüche zu werden. Der Bankier Werster, der seine bisherigen Standpunkte zu überdenken beginnt, schlägt sich auf deren Seite. Er finanziert den Kauf einer Zeitung und einer Rundfunkstation, mit denen Novalic seine Mahnungen und Forderungen verbreiten kann. Doch da gibt es auch die entgegensetzte Position wie etwa die des Börsianers und Bankiers Schomburg. Dieser wittert durch die sich anbahnende Katastrophe eine große Chance, noch einmal richtig Kasse zu machen. Ein Gewissen kennt er nicht, er heizt die Panik sogar noch an. Und wenn er etwas haben will, dann nimmt er es sich auch: die von ihm angebetete, blonde Schauspielerin Geneviève vergewaltigt er in seinem Appartement, als sie sich ihm nicht willig zeigt.
Mehr und mehr nimmt der sich in Fieberphantasien und geistiger Verwirrung ergehende Jean die Rolle eines Orakels und Unheilverkünders, aber auch die des klugen Mahners an. Wegen seiner schweren Kopfverletzung muss er zwar in eine Nervenheilanstalt eingewiesen werden, doch seine weisen Ratschläge hallen bei Martial und Geneviève stark nach. Jeans Stimme fordert von Martial, eine Weltregierung zu gestalten, eine „universelle Republik“, und bald sieht Geneviève Jean als neuen Jesus Christus vor ihrem geistigen Auge. Doch die Gegenseite lässt nichts unversucht, die Pläne der Novalic-Brüder zu sabotieren. In Genevièves Vater hat Schomburg einen Vertrauten gefunden, und beide behaupten, dass Martial Geneviève entführt und ihr seinen Willen aufgezwungen habe. Die ganze Kometen-Hysterie, so wird behauptet, diene doch nur dazu, Konfusion zu schaffen und die Weltwirtschaft zu zerstören.
Die Regierungen versuchen indes, die Wahrheit zu unterdrücken. Die Gegenseite scheint zu obsiegen: Die von Werster finanzierte Zeitung und Rundfunkstation werden geschlossen, und Werster und Martial müssen fliehen. Schomberg lobt sogar ein Kopfgeld auf Wersters und Martials Ermordung in Höhe von einer Million Francs aus. Am folgenden Morgen ist der Tag gekommen, an dem der Komet erstmals mit bloßem Auge von der Erde aus sichtbar sein soll. Während Geneviève zu ihrem Vater zurückkehrt, findet eine Riesenparty „zu Ehren des Kometen“ statt. Anstatt die Völker zu verbinden, werden von staatlicher Seite Kriegspläne ersonnen, die demnächst über die staatlichen Sender verkündet werden sollen. Ehe es zum Schlimmsten kommen kann, zerstören Werster und Martial mit Genevièves Hilfe den staatlichen Rundfunksender auf dem Eiffelturm. Schomburg bekommt Wind davon.
Er und seine gedungenen Mörder eilen zum Pariser Wahrzeichen und wollen mit dem Fahrstuhl nach oben fahren, um dort die friedensvisionären Gegner endgültig zu erledigen. Martial und Werster werden jedoch von Geneviève telefonisch gewarnt. Sie widersetzt sich Wersters Bitte, unten zu bleiben, und fährt mit dem Fahrstuhl hinauf. Werster durchtrennt mit einem Schneidbrenner das Fahrstuhlkabel, sodass die Schurken mitsamt Schomburg, aber auch mit Geneviève in die Tiefe stürzen und dabei umkommen. Radio Novalic nimmt nun den Betrieb wieder auf, der Komet ist ab sofort für jedermann sichtbar, und der Kataklysmus scheint unabwendbar. Bald kommt es zu enormen Turbulenzen und Verwerfungen, der nahende Komet löst Überschwemmungen, Wirbelstürme und Erdbeben aus. Viele Menschen reagieren nur noch panisch. Für die Nacht vor dem großen Einschlag wird ein großer Konvent zur Einigung aller Staaten und ihrer Menschen ausgerufen. Orgien finden statt, die bald von stillen Gebeten abgelöst werden. Jetzt endlich, im Angesicht des finalen Untergangs, sind alle Menschen bereit, in Einigkeit und Frieden miteinander auszukommen. Doch die große Katastrophe bleibt aus, der Komet streift nur haarscharf an der Erde vorbei. Die Chance für einen universellen Neuanfang der Menschen – so die Botschaft des Films – sei nunmehr gegeben.

## Produktionsnotizen
Die Uraufführung des 1930 gedrehten Films fand am 23. Januar 1931 in Paris statt. Die deutsche TV-Erstausstrahlung war am 6. Januar 1977 im WDR.
Das Ende der Welt wurde von Gance noch zu Stummfilmzeiten geplant und war der Versuch, nach seinem gewaltigen Filmepos Napoleon etwas Ebenbürtiges zu schaffen. „Er spielte darin die Hauptrolle, und man hat eine komische Arbeitsphotographie veröffentlicht, wo der Regisseur als Christus mit der Dornenkrone, die Wundmale an den nackten Flanken, in das Objektiv der Kamera schaut. Mehrere Jahre Arbeit und enorme Geldmittel wurden in ein Unternehmen gesteckt, das mit dem Aufkommen des Tonfilms zusammenbrach. Der Film, wie er gezeigt wurde, ist unvollendet und verstümmelt. Gance mußte sich in der Folge bescheidenen, zumeist kommerziellen Aufgaben zuwenden“, wie Georges Sadoul zu berichten wusste.
Die Originalfassung war in etwa drei Stunden lang und wurde auf 105 Minuten gekürzt. Offensichtlich wurde für die Anfang 1977 im WDR gezeigte deutsche Fassung eine erneute Kürzung vorgenommen, die den Film auf 86 Minuten schrumpfen ließ.
Neben dem deutschen Filmavantgardisten Walter Ruttmann unterstützte auch Filmarchitekt Lazare Meerson mit seinem Können Gances ambitioniertes Projekt.

## Kritiken
Der Film war ein finanzielles Fiasko und wurde in den ersten Monaten des Jahres 1931 von zahlreichen französischen Filmkritikern besprochen und überwiegend schlecht bewertet, bisweilen regelrecht verrissen.
Die nichtfranzösische Nachkriegskritik zeigte sehr viel mehr Respekt gegenüber Gances Ambitionen. Hier einige Beispiele:
Reclams Filmführer schrieb zu „Das Ende der Welt“: „Wieder hat Gance in einem monströsen Werk das Grauen der Vernichtung beschworen und damit an die Vernunft der Menschen appelliert. La fin du monde war einer der ersten französischen Tonfilme. Gance nutzte die Möglichkeiten des Tons stellenweise sehr geschickt, wurde aber andererseits auch gelegentlich zur Geschwätzigkeit verleitet. Er distanzierte sich später von dem Film, den der Produzent drastisch kürzen und verändern ließ.“
Das Lexikon des Internationalen Films befand: „In den perfekt inszenierten Trickaufnahmen hält der Film einen Vergleich mit den heutigen Produktionen durchaus stand.“
Kay Weniger sah in Gances Inszenierung „eine filmische Allegorie vom Zwist der Völker.“
In einer Kritik von Variety war zu lesen: „A megalomaniac‘s effort turned out without consideration for financial results, and containing a strange mixture of crazy stuff, with successfully directed spectacular sequences.“